# スパイダーマン: ビッグ・タイム
「スパイダーマン: ビッグ・タイム」（"Spider-Man: Big Time"）は、マーベル・コミックの『アメイジング・スパイダーマン』で、2010年から2011年に展開されたストーリー展開である。
ブランニュー・デイに引き続き、スパイダーマンの冒険を描いている。
出版の頻度は毎月3回から2回に減少したが、コミック・ブックの長さは22ページから30ページに増えた。この余分な長さには、バックアップ・ストーリーや、より長いメイン・ストーリーが描かれた。

## 物語

### "キル・トゥ・ビー・ユー"
このストーリーで、ピーター・パーカーはマーラ・ジェイムソンの推薦により、ホライゾンラボに就職する。一方で、4代目グリーン・ゴブリンでもあるヒィル・ユーリックは、5代目ホブ・ゴブリンのダニエル・キングスレーを殺害した後、ユーリック自らが引き継いだ。スパイダーマンはホブ・ゴブリンとの闘いに負け、攻撃を止めることができなかったが、スパイダーマンはそのあとボブ・ゴブリンに対抗するために、ホライゾンラボでの仕事を生かして、様々なモードに「変色」する新型多機能スーツを開発する。スパイダーマンとブラック・キャットはエクスペリメンタル・メタルを取り戻すためにキング・ピンの建物に潜入する。
アメイジング・スパイダーマン＃649から＃651までの物語で、アリスター・スマイスはマック・ガーガンに刑務所を脱獄させ、彼に新しいスコーピオンの衣装を与える。これらのイベントは、"Spider-Man: Dying Wish"へと続いていく。

## 評価
- 648号はWeekly Comic Book Review（英語版）でA[3]、IGNで10点満点中6.5点[4]、Comic Book Resourcesで5点満点中4.5点となった[5]。

- 649号はWeekly Comic Book ReviewでA[6]、IGNで10点満点中7.5点[7]、Comic Book Resourcesで5点満点中4点となった[8]。

- 650号はWeekly Comic Book ReviewでA[9]、IGNで10点満点中7.5点[10] 、Comic Book Resourcesで5点満点中3点となった[11]。

- 651号はWeekly Comic Book ReviewでB+[12]、IGNで10点満点中7点[13]、Comic Book Resourcesで5点満点中4点となった[14]。

- 652号はWeekly Comic Book ReviewでB[15]、IGNで10点満点中7.5点となった[16]。

- 653号はWeekly Comic Book ReviewでB+[17]、IGNで10点満点中6.5点となった[18]。

- 654号はWeekly Comic Book ReviewでB-[19] 、IGNで10点満点中7.5点[20]、Comic Book Resourcesで5点満点中4.5点となった[21]。

- 655号はWeekly Comic Book ReviewでA[22]、IGNで10点満点中9点[23]、Comic Book Resourcesで5点満点中5点となった[24]。

- 656号はWeekly Comic Book ReviewでB[25]、IGNで10点満点中7.5点[26]、Comic Book Resourcesで5点満点中4点となった[27]。